# Sportovec roku
Sportovec roku je anketa, ve které každoročně Klub sportovních novinářů vyhlašuje nejlepší české sportovce, sportovní kolektivy a juniory uplynulého roku. V roce 2000 vznikla kategorie sportovní legenda, ve které se hodnotí celoživotní sportovní přínos. Její vítěz získává Cenu Emila Zátopka, o laureátovi rozhoduje výbor Klubu sportovních novinářů.
Hlasování o sportovci a kolektivu roku probíhá dvoukolově. V prvním kole vybírají novináři podle vlastního uvážení deset nejlepších sportovců a tři kolektivy. Z tohoto hlasování je vytvořeno prvotní pořadí a zveřejněny jsou výsledky od jedenáctého místa níže v kategorii jednotlivců a od čtvrtého místa v kategorii družstev. O nejlepších deseti sportovcích a třech kolektivech hlasuje obec sportovních novinářů podruhé a až poté jsou vyhlášeni vítězové na vyhlašovacím galavečeru.
V letech 1959–2023 se Sportovcem roku v kategorii jednotlivců stali představitelé 19 sportů, nejčastěji atleti následováni gymnasty.
Lyžařka a snowboardistka Ester Ledecká zvítězila v roce 2018 s největším bodovým rozdílem v historii soutěže, když získala 2034 bodů a před druhou rychlobruslařkou Martinou Sáblíkovou dosáhla náskoku 759 bodů. Naopak nejtěsnější vítězství zaznamenala v roce 2014 tenistka Petra Kvitová, když předstihla druhou snowboardistku Evu Samkovou o 10 bodů ziskem 1530 bodů. V kategorii kolektivů skončilo v roce 2020 hlasování rovností bodů na prvních dvou místech. O vítězství biatlonové štafety nad fotbalovou reprezentací rozhodlo pomocné kritérium – vyšší počet lepších umístění. V den vyhlášení ročníku 2023 došlo k tragické střelbě na pražské filozofické fakultě. Česká televize v reakci nahradila přímý přenos záznamem z hotelu Hilton, upraven byl program ceremoniálu bez hudebních vložek a vítězná Markéta Vondroušová se jej nezúčastnila, když místo předávání opustila.

## Vítězové podle let

### Jednotlivci
Československo
- 1959 – Vladimír Jirásek (vodní slalom)
- 1960 – Eva Bosáková (sportovní gymnastika)
- 1961 – Josef Mikoláš (lední hokej)
- 1962 – Eva a Pavel Romanovi (krasobruslení)
- 1963 – Václav Kozák (veslování – skif)
- 1964 – Věra Čáslavská (sportovní gymnastika)
- 1965 – Ludvík Daněk (lehká atletika – hod diskem)
- 1966 – Věra Čáslavská (sportovní gymnastika)
- 1967 – Věra Čáslavská (sportovní gymnastika)
- 1968 – Věra Čáslavská (sportovní gymnastika)
- 1969 – Miloslava Rezková (atletika – skok do výšky)
- 1970 – Ladislav Rygl (severská kombinace)
- 1971 – Ondrej Nepela (krasobruslení)
- 1972 – Ludvík Daněk (lehká atletika – hod diskem)
- 1973 – Jan Kodeš (tenis)
- 1974 – Vítězslav Mácha (zápas řecko-římský)
- 1975 – Karel Kodejška (skoky na lyžích)
- 1976 – Anton Tkáč (dráhová cyklistika)
- 1977 – Vítězslav Mácha (zápas řecko-římský)
- 1978 – Anton Tkáč (dráhová cyklistika)
- 1979 – Jan a Jindřich Pospíšilové (kolová)
- 1980 – Ota Zaremba (vzpírání)
- 1981 – Jarmila Kratochvílová (lehká atletika – běžecké disciplíny)
- 1982 – Imrich Bugár (lehká atletika – hod diskem)
- 1983 – Jarmila Kratochvílová (lehká atletika – běžecké disciplíny)
- 1984 – Květa Jeriová (běh na lyžích)
- 1985 – Petr Jirmus (letecká akrobacie)
- 1986 – Jozef Pribilinec (lehká atletika – chodecké disciplíny)
- 1987 – Jiří Parma (skoky na lyžích)
- 1988 – Jozef Pribilinec (lehká atletika – chodecké disciplíny)
- 1989 – Attila Szabó (rychlostní kanoistika)
- 1990 – Jozef Lohyňa (zápas ve volném stylu)
- 1991 – Radomír Šimůnek (cyklokros)
- 1992 – Robert Změlík (lehká atletika – desetiboj)

Česko
- 1993 – Jan Železný (lehká atletika – hod oštěpem)
- 1994 – Dominik Hašek (lední hokej)
- 1995 – Jan Železný (lehká atletika – hod oštěpem)
- 1996 – Martin Doktor (kanoistika)
- 1997 – Tomáš Dvořák (lehká atletika – desetiboj)
- 1998 – Dominik Hašek (lední hokej)
- 1999 – Tomáš Dvořák (lehká atletika – desetiboj)
- 2000 – Jan Železný (lehká atletika – hod oštěpem)
- 2001 – Jan Železný (lehká atletika – hod oštěpem)
- 2002 – Aleš Valenta (akrobatické lyžování)
- 2003 – Pavel Nedvěd (fotbal)
- 2004 – Roman Šebrle (lehká atletika – desetiboj)
- 2005 – Jaromír Jágr (lední hokej)
- 2006 – Kateřina Neumannová (lyžování)
- 2007 – Martina Sáblíková (rychlobruslení)
- 2008 – Barbora Špotáková (lehká atletika – hod oštěpem)
- 2009 – Martina Sáblíková (rychlobruslení)
- 2010 – Martina Sáblíková (rychlobruslení)
- 2011 – Petra Kvitová (tenis)
- 2012 – Barbora Špotáková (lehká atletika – hod oštěpem)[6]
- 2013 – Zuzana Hejnová (lehká atletika – běžecké disciplíny)
- 2014 – Petra Kvitová (tenis)[7]
- 2015 – Zuzana Hejnová (lehká atletika – běžecké disciplíny)[8]
- 2016 – Lukáš Krpálek (judo)[9]
- 2017 – Gabriela Soukalová (biatlon)[1]
- 2018 – Ester Ledecká (alpské lyžování a snowboarding)[2]
- 2019 – Lukáš Krpálek (judo)[10]
- 2020 – David Pastrňák (lední hokej)[4]
- 2021 – Lukáš Krpálek (judo)[11]
- 2022 – Ester Ledecká (alpské lyžování a snowboarding)[12]
- 2023 – Markéta Vondroušová (tenis)[13]
- 2024 – Josef Dostál (rychlostní kanoistika)[14]

### Kolektivy
Československo
- 1961 – hokejisté Československa
- 1962 – fotbalisté Československa
- 1963 – házenkáři Dukly Praha
- 1964 – volejbalisté Československa
- 1965 – hokejisté Československa
- 1966 – volejbalisté Československa
- 1967 – házenkáři Československa
- 1968 – hokejisté Československa
- 1969 – hokejisté Československa
- 1970–1977 – nevyhlašováno
- 1978 – trophy team motocyklové Šestidenní
- 1979 – nevyhlášeno
- 1980 – fotbaloví olympionici Československa
- 1981 – cyklisté silničáři Československa
- 1982 – trophy team motocyklové Šestidenní
- 1983 – tenistky Československa
- 1986 – stíhací družstvo cyklistů Československa
- 1987 – volejbalistky Československa
- 1988 – lyžařská štafeta mužů Československa
- 1989 – lyžařská štafeta mužů Československa
- 1990 – fotbalisté Československa
- 1991 – stolní tenisté Československa
- 1992 – hokejisté Československa

Česko
- 1993 – skokani na lyžích Československa
- 1994 – družstvo sportovních střelců Česka
- 1995 – fotbalisté Česka
- 1996 – fotbalisté Česka
- 1997 – hokejisté Česka
- 1998 – hokejisté Česka
- 1999 – fotbalisté Česka
- 2000 – hokejisté Česka
- 2001 – hokejisté Česka
- 2002 – fotbalisté Česka do 21 let
- 2003 – fotbalisté Česka
- 2004 – fotbalisté Česka
- 2005 – hokejisté Česka
- 2006 – hokejisté Česka
- 2007 – fotbalisté Česka do 20 let
- 2008 – fotbalisté SK Slavia Praha
- 2009 – daviscupový tým České republiky
- 2010 – hokejisté Česka
- 2011 – fedcupový tým České republiky
- 2012 – daviscupový tým České republiky
- 2013 – daviscupový tým České republiky
- 2014 – fedcupový tým České republiky[7]
- 2015 – fedcupový tým České republiky[8]
- 2016 – fedcupový tým České republiky[9]
- 2017 – reprezentace Česka v malé kopané[1]
- 2018 – fedcupový tým České republiky[2]
- 2019 – basketbalisté Česka[10]
- 2020 – smíšená štafeta biatlonistů Česka[4]
- 2021 – basketbalisté Česka[11]
- 2022 – hokejisté Česka[12]
- 2023 – hokejisté Česka do 20 let[13]
- 2024 – hokejisté Česka[14]

### Junioři
- 1996 – Marta Nedvědová (sportovní střelba)
- 1997 – Lukáš Bauer (běh na lyžích)
- 1998 – Hana Pešková (vodní slalom)
- 1999 – Zuzana Kocumová (běh na lyžích)
- 2004 – Lenka Hyková (sportovní střelba)
- 2005 – Šárka Záhrobská (lyžování)
- 2006 – Martina Sáblíková (rychlobruslení)
- 2007 – Ondřej Polívka (moderní pětiboj)
- 2008 – Lukáš Krpálek (judo)
- 2009 – Ondřej Polívka (moderní pětiboj)
- 2010 – Tomáš Paprstka (cyklokros)
- 2011 – Karolína Erbanová (rychlobruslení)
- 2012 – Karolína Erbanová (rychlobruslení)
- 2013 – Ester Ledecká (snowboarding)
- 2014 – Anežka Drahotová (lehká atletika – chodecké disciplíny)[7]
- 2015 – Ester Ledecká (snowboarding) a Jiří Janošek (dráhová cyklistika)[8]
- 2016 – Michaela Hrubá (lehká atletika – skok do výšky)[9]
- 2017 – Michaela Hrubá (lehká atletika – skok do výšky) a Filip Nepejchal (sportovní střelba)[1]
- 2018 – Barbora Seemanová (plavání)[2]
- 2019 – Jonáš Forejtek (tenis)[10]
- 2020 – nevyhlášeno[4]
- 2021 – František Doubek (lehká atletika – desetiboj)[11]
- 2022 – Daniel Gracík (plavání)[12]
- 2023 – Barbora Galušková (vodní slalom)[13]
- 2024 – Lurdes Gloria Manuel (lehká atletika – běžecké disciplíny)[14]

### Sportovní legenda (Cena Emila Zátopka)
- 2000 – Emil Zátopek
- 2001 – Věra Čáslavská
- 2002 – Jiří Raška
- 2003 – Dana Zátopková
- 2004 – Ivan Hlinka
- 2005 – Josef Masopust
- 2006 – Martina Navrátilová
- 2007 – hokejoví mistři světa z roku 1947
- 2008 – Jan Železný
- 2009 – Ája Vrzáňová
- 2010 – Eva Bosáková
- 2011 – Jan Kodeš
- 2012 – fotbalová reprezentace Československa 1962
- 2013 – Jarmila Kratochvílová
- 2014 – Miloslava Rezková-Hübnerová[7]
- 2015 – Jaroslav a Jiří Holíkovi[8]
- 2016 – Alois Hudec[9]
- 2017 – házenkářská reprezentace Československa z MS 1967[1]
- 2018 – Jana Novotná[2]
- 2019 – Jiří Daler
- 2020 – Antonín Panenka[4]
- 2021 – Vítězslav Mácha[11]
- 2022 – Květoslav Mašita[12]
- 2023 – Bedřich Šupčík[13]
- 2024 – Milena Duchková-Neveklovská[14]

### Oddanost sportu (Cena Národní sportovní agentury)
- 2020 – Zdeněk Růžička[4]
- 2021 – Aleš Suk[11]
- 2022 – Jarmila Kratochvílová[12]
- 2023 – Lenka Matoušková[13]
- 2024 – Josef Fuksa[14]

### Vaše srdcová záležitost (divácká anketa)
- 2015 – Jaromír Jágr (lední hokej)[15]
- 2016 – Martin Fuksa (rychlostní kanoistika)[9]